# Eleições municipais de 2011 em Madrid
As eleições municipais de 2011 foram realizadas em Madrid no domingo, 22 de maio, de acordo com o Real Decreto convocando eleições locais na Espanha, programado para 28 de março de 2015 e publicado no Boletim Oficial do Estado em 29 de março. Os 57 vereadores da câmara plenária do Ayuntamiento de Madrid foram eleitos através de um sistema proporcional (método d'Hondt) com uma cláusula de barreira do 5%. A candidatura do Partido Popular (PP) obteve maioria absoluta (31 vereadores), seguida por Partido Socialista Operário Espanhol (PSOE; 15 vereadores). As outras dois candidaturas com representação, Esquerda Unida - Os Verdes (IU-LV) e União, Progresso e Democracia (UPyD), conquistaram 6 e 5 vereadores, respectivamente.

## Resultados oficiais
Os resultados das eleições municipais no concelho de Madrid foram os seguintes:
| Candidatura                                           | Candidatura                                           | Votos     | %                    | Vereadores           |
| ----------------------------------------------------- | ----------------------------------------------------- | --------- | -------------------- | -------------------- |
|                                                       | Partido Popular (PP)                                  | 756 952   | 49,69                | 31                   |
|                                                       | Partido Socialista Operário Espanhol (PSOE)           | 364 600   | 23,93                | 15                   |
|                                                       | Esquerda Unida-Os Verdes (IU-LV)                      | 163 706   | 10,75                | 6                    |
|                                                       | União, Progresso e Democracia (UPyD)                  | 119 601   | 7,85                 | 5                    |
| Ecolo Verdes (ECOLO)                                  | Ecolo Verdes (ECOLO)                                  | 13 425    | 0,88                 | 0                    |
| Cidadãos em Branco (CENB)                             | Cidadãos em Branco (CENB)                             | 10 795    | 0,71                 | 0                    |
| Partido Antitaurino Contra o Mau Trato Animal (PACMA) | Partido Antitaurino Contra o Mau Trato Animal (PACMA) | 7 071     | 0,46                 | 0                    |
| Por Um Mundo mais Justo (PUM+J)                       | Por Um Mundo mais Justo (PUM+J)                       | 6 456     | 0,42                 | 0                    |
| Alternativa Espanhola (AES)                           | Alternativa Espanhola (AES)                           | 4 764     | 0,31                 | 0                    |
| Partido Pirata (PIRATA)                               | Partido Pirata (PIRATA)                               | 4 631     | 0,30                 | 0                    |
| Regeneração (REG)                                     | Regeneração (REG)                                     | 4 100     | 0,27                 | 0                    |
| Partido dos Fumantes Espanhóis (PARFE)                | Partido dos Fumantes Espanhóis (PARFE)                | 3 031     | 0,20                 | 0                    |
| Cidadãos - Partido da Cidadania (C’s)                 | Cidadãos - Partido da Cidadania (C’s)                 | 2 866     | 0,19                 | 0                    |
| La Falange (FE)                                       | La Falange (FE)                                       | 2 608     | 0,17                 | 0                    |
| Família e Vida (PFV)                                  | Família e Vida (PFV)                                  | 2 381     | 0,16                 | 0                    |
| Partido Comunista dos Povos da Espanha (PCPE)         | Partido Comunista dos Povos da Espanha (PCPE)         | 2 119     | 0,14                 | 0                    |
| Partido Humanista (PH)                                | Partido Humanista (PH)                                | 2 047     | 0,13                 | 0                    |
| Falange Espanhola das JONS (FE de las JONS)           | Falange Espanhola das JONS (FE de las JONS)           | 2 026     | 0,13                 | 0                    |
| Partido dos Mayores e Autónomos (PDMA)                | Partido dos Mayores e Autónomos (PDMA)                | 1 671     | 0,11                 | 0                    |
| União para Leganés (ULEG)                             | União para Leganés (ULEG)                             | 1 015     | 0,07                 | 0                    |
| Partido Operário Socialista Internacionalista (POSI)  | Partido Operário Socialista Internacionalista (POSI)  | 999       | 0,07                 | 0                    |
| Falange Autêntica (FA)                                | Falange Autêntica (FA)                                | 912       | 0,06                 | 0                    |
| Fórum Centro e Democracia (CYD)                       | Fórum Centro e Democracia (CYD)                       | 891       | 0,06                 | 0                    |
| Partido Castelhano (PCAS)                             | Partido Castelhano (PCAS)                             | 888       | 0,06                 | 0                    |
| Unificação Comunista da Espanha (UCE)                 | Unificação Comunista da Espanha (UCE)                 | 527       | 0,03                 | 0                    |
| Votos em branco                                       | Votos em branco                                       | 43 292    | 2,84                 | n/a                  |
| Votos válidos                                         | Votos válidos                                         | 1 523 374 | 100,00               | 57                   |
| Votos nulos                                           | Votos nulos                                           | 28 239    | Participação: 67,22% | Participação: 67,22% |
| Votos                                                 | Votos                                                 | 1 551 613 | Participação: 67,22% | Participação: 67,22% |
| Eleitores                                             | Eleitores                                             | 2 308 360 | Participação: 67,22% | Participação: 67,22% |

## Vereadores eleitos
Lista de vereadores proclamados eleitos, ordenados de acordo com a distribuição pelo método D'Hondt:
| No. | Nom                                  | Llista | Llista |
| --- | ------------------------------------ | ------ | ------ |
| 1   | Alberto Ruiz-Gallardón Jiménez       |        | PP     |
| 2   | Ana María Botella Serrano            |        | PP     |
| 3   | Jaime José Lissavetzky Díez          |        | PSOE   |
| 4   | Manuel Cobo Vega                     |        | PP     |
| 5   | María Concepción Dancausa Treviño    |        | PP     |
| 6   | Ruth Porta Cantoni                   |        | PSOE   |
| 7   | Ángel Pérez Martínez                 |        | IU-LV  |
| 8   | Eva Durán Ramos                      |        | PP     |
| 9   | Fernando Martínez Vidal              |        | PP     |
| 10  | Diego Cruz Torrijos                  |        | PSOE   |
| 11  | David Ortega Gutiérrez               |        | UPyD   |
| 12  | María Pilar Martínez López           |        | PP     |
| 13  | Pedro Luis Calvo Poch                |        | PP     |
| 14  | Noelia Martínez Espinosa             |        | PSOE   |
| 15  | María de la Paz González García      |        | PP     |
| 16  | Milagros Hernández Calvo             |        | IU-LV  |
| 17  | Miguel Ángel Villanueva González     |        | PP     |
| 18  | Francisco Cabaco López               |        | PSOE   |
| 19  | Juan Bravo Rivera                    |        | PP     |
| 20  | Carlos Izquierdo Torres              |        | PP     |
| 21  | Ana Rosario de Sande Guillén         |        | PSOE   |
| 22  | María Cristina Chamorro Muñoz        |        | UPyD   |
| 23  | Patricia Lázaro Martínez de Morentín |        | PP     |
| 24  | Ángel Lara Martín de Bernardo        |        | IU-LV  |
| 25  | María Isabel Martínez Cubells Yraola |        | PP     |
| 26  | Pedro Pablo García Rojo Garrido      |        | PSOE   |
| 27  | María Elena Sánchez Gallar           |        | PP     |
| 28  | Ángel Garrido García                 |        | PP     |
| 29  | Marcos Sanz Agüero                   |        | PSOE   |
| 30  | José Manuel Berzal Andrade           |        | PP     |
| 31  | Ana María Román Martín               |        | PP     |
| 32  | Jorge García Castaño                 |        | IU-LV  |
| 33  | Ana García D’Atri                    |        | PSOE   |
| 34  | Jaime María de Berenguer de Santiago |        | UPyD   |
| 35  | Elena González Moñux                 |        | PP     |
| 36  | María Josefa Aguado del Olmo         |        | PP     |
| 37  | Pedro Javier González Zerolo         |        | PSOE   |
| 38  | Luis Asúa Brunt                      |        | PP     |
| 39  | Paloma García Romero                 |        | PP     |
| 40  | María Carmen Sánchez Carazo          |        | PSOE   |
| 41  | Jesús Moreno Sánchez                 |        | PP     |
| 42  | María del Prado de la Mata Riesco    |        | IU-LV  |
| 43  | Carmen Torralba González             |        | PP     |
| 44  | Gabriel Calles Hernansanz            |        | PSOE   |
| 45  | Joaquín María Martínez Navarro       |        | PP     |
| 46  | Patricia García López                |        | UPyD   |
| 47  | María Begoña Larraínzar Zaballa      |        | PP     |
| 48  | Alberto Mateo Otero                  |        | PSOE   |
| 49  | Luis Miguel Boto Martínez            |        | PP     |
| 50  | Raquel López Contreras               |        | IU-LV  |
| 51  | Álvaro Ballarín Valcárcel            |        | PP     |
| 52  | María Dolores Navarro Ruiz           |        | PP     |
| 53  | María Luisa de Ybarra Bernardo       |        | PSOE   |
| 54  | David Erguido Cano                   |        | PP     |
| 55  | José Enrique Núñez Guijarro          |        | PP     |
| 56  | Luis Llorente Olivares               |        | PSOE   |
| 57  | Luis Mariano Palacios Pérez          |        | UPyD   |